# Don’t Believe in Love
Don't Believe in Love – utwór brytyjskiej popowej piosenkarki Dido pochodzący z jej trzeciego albumu studyjnego zatytułowanego Safe Trip Home. Tekst piosenki został stworzony przez Dido Armstrong, Rollo Armstronga oraz Jona Briona, który także zajął się jego produkcją. 27 października 2008 roku utwór został wydany przez wytwórnię Sony Music jako pierwszy singel z trzeciej płyty. Singel zadebiutował na drugim miejscu we Włoszech. Do utworu nakręcono także teledysk, którego reżyserią zajął się AlexandLiane.

## Notowania
| Lista (2008)                            | Najwyższa pozycja |
| --------------------------------------- | ----------------- |
| Austria (Ö3 Austria Top 40)             | 29                |
| Belgia (Flandria) (Ultratop 50 Singles) | 45                |
| Belgia (Wallonia) (Ultratop 50 Singles) | 14                |
| Holandia (Single Top 100)               | 83                |
| Szwajcaria (Singles Top 100)            | 16                |
| Wielka Brytania (Singles Top 100)       | 54                |
| Włochy (Top 20 Singles)                 | 2                 |